# Hayden Stoeckel
Hayden Ernest Stoeckel, född 10 augusti 1984 i Renmark i South Australia, är en australisk simmare.
Stoeckel blev olympisk silvermedaljör på 4 × 100 meter medley vid sommarspelen 2008 i Peking.